# Deniz Akdeniz
Deniz Akdeniz (* 16. Mai 1990 in Melbourne, Victoria) ist ein australischer Schauspieler mit türkischen Wurzeln.

## Leben
Deniz Akdeniz ist Sohn zweier türkischstämmiger Migranten. Sie wanderten 1987 aus Izmir nach Australien aus. Sein Vater ist bis heute Dozent an der Universität von Melbourne, seine Mutter Aysel studierte Biochemie. Er begann seine Karriere als Schauspieler im Alter von 15 Jahren.

## Filmografie (Auswahl)
- 2005: Puppy
- 2007–2009: As the Bell Rings (Fernsehserie, 27 Folgen)
- 2010: Tomorrow, When the War Began
- 2013: April Rain
- 2014: I, Frankenstein
- 2014: Graceland (Fernsehserie, Folgen 2x01–2x03)
- 2014: Das Versprechen eines Lebens  (The Water Diviner)
- 2015: Perception (Fernsehserie, Folge 3x14)
- 2016–2017: Once Upon a Time – Es war einmal … (Once Upon a Time, Fernsehserie, 9 Folgen)
- 2019: S.W.A.T (Fernsehserie, Folge 2x16)
- 2020: Sightless
- 2020: Mysterious Mermaids (Siren, Fernsehserie, 10 Folgen)
- 2020–2022: The Flight Attendant (Fernsehserie, 12 Folgen)
- 2022–2023: The Rookie: Feds (Fernsehserie, 5 Folgen)
- 2023: You Hurt My Feelings
- 2023: Dumb Money – Schnelles Geld (Dumb Money)
- 2024–2025: Ghosts (Fernsehserie, 3 Folgen)
- seit 2024: High Potential (Fernsehserie)

## Sonstiges
2010 wurde Deniz Akdeniz bei den Inside Film Awards für seine Rolle im Film Tomorrow, When the War Began, als Schauspieler des Jahres nominiert. Dies war sein bisher größter Erfolg bei einer Preisverleihung.
Akdeniz bekam 2016 eine Rolle als Synchronsprecher in dem Spiel Call of Duty: Infinite Warfare für den Charakter Dan „Wolf“ Lyall.

## Belege
1. ↑  magazin.milliyet.com.tr (Memento des Originals vom 24. April 2011 im Internet Archive)  Info: Der Archivlink wurde automatisch eingesetzt und noch nicht geprüft. Bitte prüfe Original- und Archivlink gemäß Anleitung und entferne dann diesen Hinweis.
2. ↑  Avustralya’nın İzmirli yıldızı. Abgerufen am 5. Februar 2021 (türkisch).
3. ↑  Sandy George: Mao's Last Dancer and Animal Kingdom lead pack for IF Awards. In: ScreenDaily.com. 12. Oktober 2010, abgerufen am 5. Februar 2021 (englisch).

| Personendaten    | Personendaten                                     |
| ---------------- | ------------------------------------------------- |
| NAME             | Akdeniz, Deniz                                    |
| KURZBESCHREIBUNG | australischer Schauspieler mit türkischen Wurzeln |
| GEBURTSDATUM     | 16. Mai 1990                                      |
| GEBURTSORT       | Melbourne, Victoria                               |